# Clásica de Almería

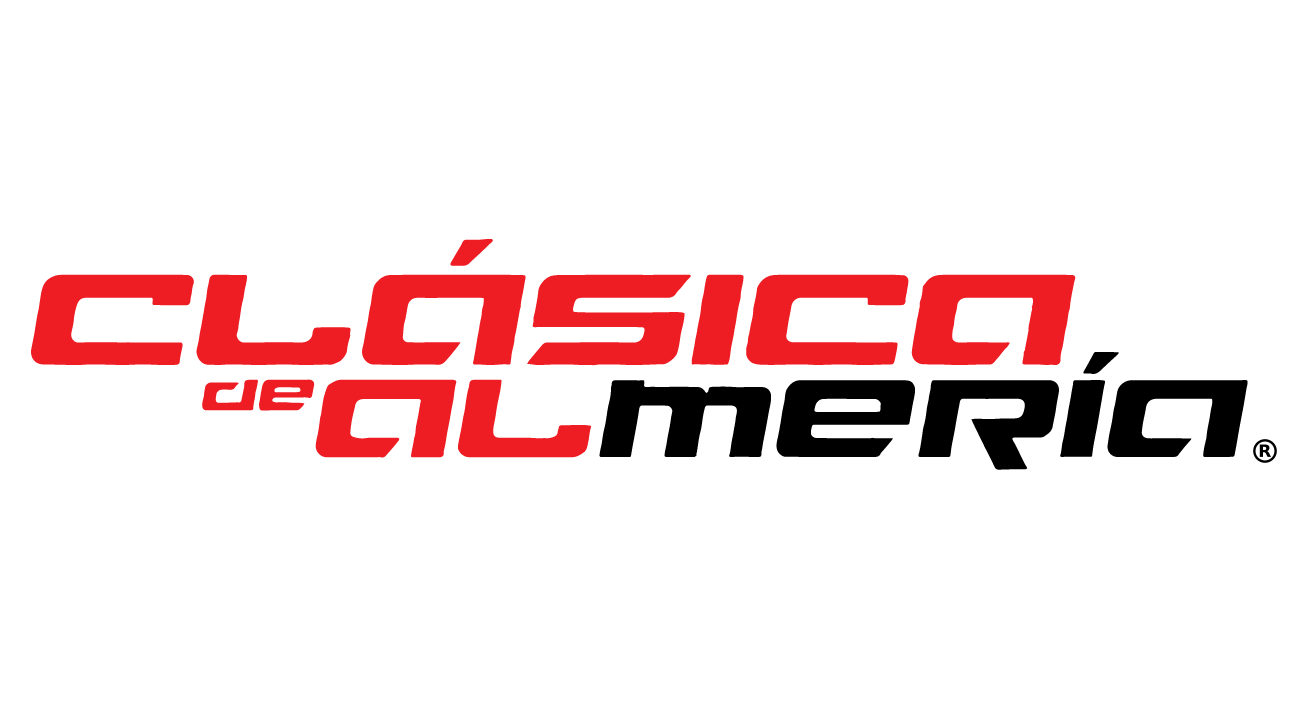
Logo der Clásica de Almería (2023)

Die Clásica de Almería ist ein spanisches Straßenradrennen für Männer.
Die Clásica de Almería wurde für Profis zum ersten Mal 1992 ausgetragen und findet seitdem jährlich zum Anfang der Saison im Februar statt. Das Eintagesrennen wird in der spanischen Provinz Almería ausgetragen. Rekordsieger sind Massimo Strazzer und Pascal Ackermann, die die Clásica bisher zweimal für sich entscheiden konnten.
Von 2005 bis 2019 zählte das Rennen zur UCI Europe Tour und war anfangs in der Kategorie 1.1 eingestuft, 2018 wurde das Rennen in die Kategorie 1.HC hochgestuft. Seit der Saison 2020 ist es Teil der UCI ProSeries.
Seit der Saison 2023 wird vom selben Organisator ein gleichnamiges Frauenradrennen veranstaltet, das jedoch an einem anderen Tag auf anderer Strecke ausgetragen wird.

## Palmarès
| Jahr | Sieger                       | Zweiter                     | Dritter                           |
| ---- | ---------------------------- | --------------------------- | --------------------------------- |
| 1986 | Miguel Ángel Martínez Torres |                             |                                   |
| 1987 | Tomás Ortega                 |                             |                                   |
| 1988 | José González                |                             |                                   |
| 1989 | José Bernabé                 | Tomás Ortega                | Manuel Pascual Soler              |
| 1990 | Bernardo González            | Fernando Piñero Gallego     |                                   |
| 1991 | Asier Guenetxea              |                             |                                   |
| 1992 | Kenneth Weltz                | Alfonso Gutiérrez           | Abraham Olano                     |
| 1993 | Wjatscheslaw Jekimow         | Eduardo Chozas Olmo         | Romes Fanawissowitsch Gainetdinow |
| 1994 | Johan Capiot                 | Asjat Mansurowitsch Saitow  | Jans Koerts                       |
| 1995 | Jean-Pierre Heynderickx      | Jo Planckaert               | Edwig Van Hooydonck               |
| 1996 | Wilfried Nelissen            | Asier Guenetxea             | Jesper Skibby                     |
| 1997 | Massimo Strazzer             | Max van Heeswijk            | Ján Svorada                       |
| 1998 | Mario Traversoni             | Francesco Arazzi            | Óscar Freire Gómez                |
| 1999 | Ján Svorada                  | Nicola Minali               | Ángel Edo                         |
| 2000 | Isaac Gálvez                 | Ján Svorada                 | Markus Zberg                      |
| 2001 | Tayeb Braikia                | Markus Zberg                | Endrio Leoni                      |
| 2002 | Massimo Strazzer             | Markus Zberg                | Marc Lotz                         |
| 2003 | Luciano Pagliarini           | Massimo Strazzer            | Alexei Michailowitsch Markow      |
| 2004 | Jérôme Pineau                | Thomas Voeckler             | Benjamín Noval                    |
| 2005 | José Iván Gutiérrez          | Sergi Escobar               | David Muñoz                       |
| 2006 | Francisco Pérez              | Ricardo Serrano             | Adolfo García Quesada             |
| 2007 | Giuseppe Muraglia            | Eduard Worganow             | Vicente Ballester                 |
| 2008 | Juan José Haedo              | Óscar Freire Gómez          | Graeme Brown                      |
| 2009 | Greg Henderson               | Graeme Brown                | Stefano Garzelli                  |
| 2010 | Theo Bos                     | Mark Cavendish              | Graeme Brown                      |
| 2011 | Matteo Pelucchi              | José Joaquín Rojas          | Pim Ligthart                      |
| 2012 | Michael Matthews             | Borut Božič                 | Roger Kluge                       |
| 2013 | Mark Renshaw                 | Reinardt Janse van Rensburg | Francesco Lasca                   |
| 2014 | Sam Bennett                  | Juan José Lobato            | Davide Viganò                     |
| 2015 | Mark Cavendish               | Juan José Lobato            | Mark Renshaw                      |
| 2016 | Leigh Howard                 | Alexei Zatewitsch           | Aleksejs Saramotins               |
| 2017 | Magnus Cort Nielsen          | Rüdiger Selig               | Jens Debusschere                  |
| 2018 | Caleb Ewan                   | Danny van Poppel            | Timothy Dupont                    |
| 2019 | Pascal Ackermann             | Marcel Kittel               | Luka Mezgec                       |
| 2020 | Pascal Ackermann             | Alexander Kristoff          | Elia Viviani                      |
| 2021 | Giacomo Nizzolo              | Florian Sénéchal            | Martin Laas                       |
| 2022 | Alexander Kristoff           | Nacer Bouhanni              | Giacomo Nizzolo                   |
| 2023 | Matteo Moschetti             | Arnaud De Lie               | Jordi Meeus                       |
| 2024 | Olav Kooij                   | Matteo Moschetti            | Matteo Trentin                    |
| 2025 | Milan Fretin                 | Max Kanter                  | Émilien Jeannière                 |